# 佐川真人
佐川真人（日语：／ Sagawa Masato，1943年8月3日—），日本發明家、企業家，以發明釹鐵硼磁鐵而知名。

## 生平

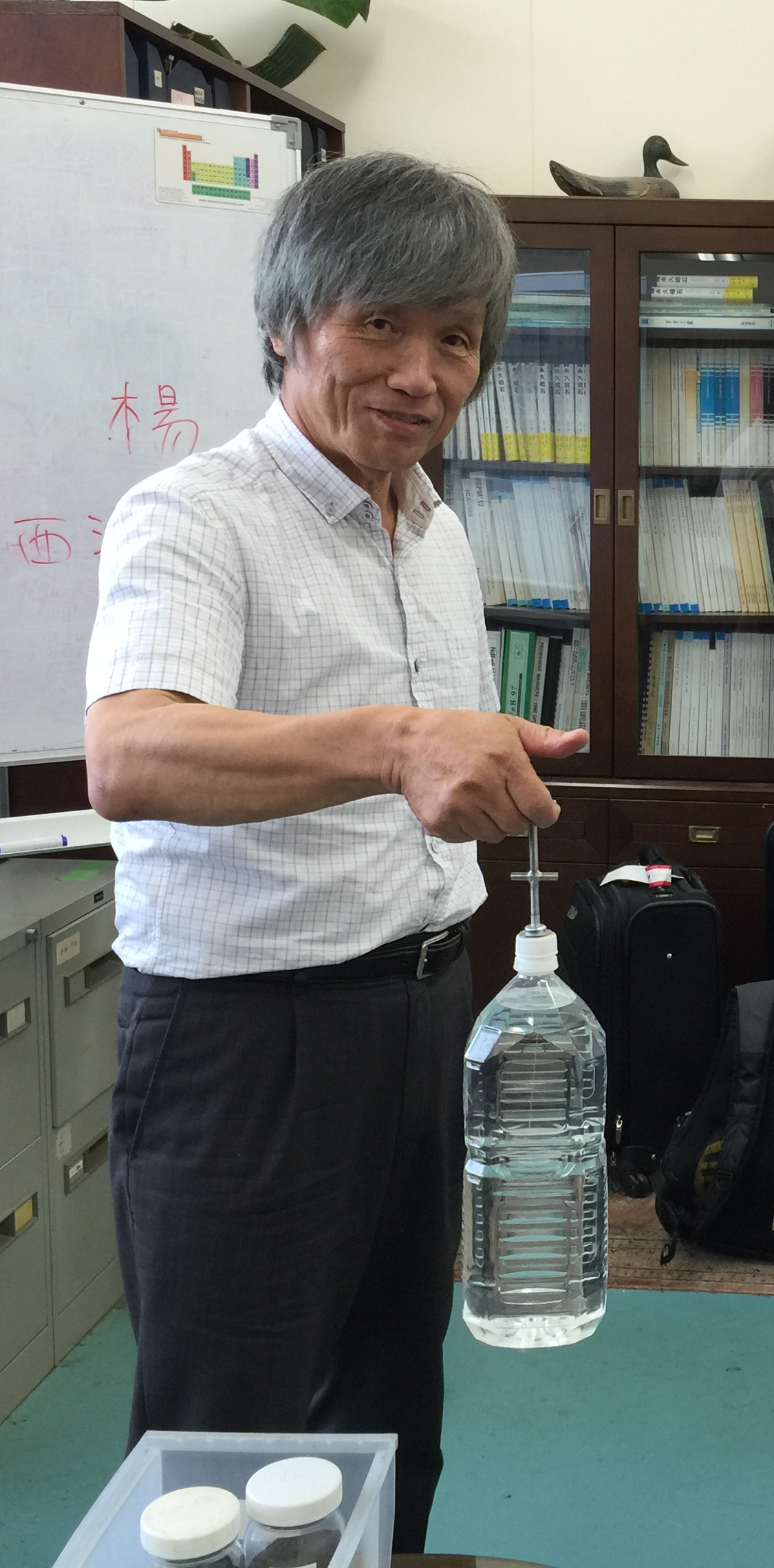
佐川真人示範釹鐵硼磁鐵磁力，重量1公克的釹鐵硼磁鐵可以舉起1900公克重水瓶。

佐川出生於德島縣德島市，1966年、1968年在神戶大學獲學士、碩士學位。1972年獲東北大學博士學位。后創立了Intermetallics公司。
1978年，佐川萌發了在化合物中加入小原子半徑元素来扩大鐵原子间距的想法，開始了實驗，最後制出了釹、鐵、硼的化合物。之後探索将化合物晶體集結的办法，轉到住友金屬工业公司繼續研究，在1982年成功制成了钕磁铁。这种磁鐵在能源產品上应用广泛。
2012年因为釹鐵硼永磁鐵的發明而获得日本国际奖，自此開始被視為諾貝爾物理學獎的競爭者之一。

## 榮譽
- 1986年：James C. McGroddy Prize for New Materials
- 1990年：朝日獎
- 2012年：日本國際獎[3][4]
- 2016年：永守獎（日语：永守賞）[5]
- 2018年：NIMS Award 2018[5]
- 2019年：Yildirim International Entrepreneurship Award from FLOGEN Star Outreach（2019）[6]
- 2022年：IEEE環境・安全技術獎章[7]
- 2022年：Queen Elizabeth Prize for Engineering[8]